# 波斯匿王
波斯匿王，又譯作鉢邏犀那恃多王，邏犀那恃多王、囉洗曩喻那王。意譯勝軍王、勝光王、和悅王、月光王、明光王。古印度憍薩羅國國王，子祗陀、毘琉璃。

## 生平
波斯匿王相傳與釋迦牟尼佛同一日出生，為釋尊教團之檀越、大外護者，兼領有迦尸國，與摩揭陀國並列為大強國。
晚年巡狩國中，王子毘琉璃發兵，殺光大內武士，因而篡位，波斯匿王被流放，卒於迦毗羅衛城，釋迦族以王者之禮厚葬之。後來太子祗陀，也被毘琉璃殺死。
在《雜阿含經》與《中阿含經》中載有許多波斯匿王向釋迦佛求教的故事。波斯匿王曾因為發胖而苦恼，要求佛陀教他減肥的方法。佛要他節食、節制睡眠、多運動、多思考，保持謙遜的態度。波斯匿王不久就減肥成功。